# Devante Cole
Devante Lavon Andrew Cole (Alderley Edge, 10 maggio 1995) è un calciatore inglese, attaccante del West Bromwich.

## Biografia
È il figlio dell'ex calciatore Andy Cole.

## Carriera

### Club
Ha giocato nella prima divisione scozzese con il Motherwell e nella seconda divisione inglese con il Barnsley e con il West Bromwich.

### Nazionale
Ha giocato nelle nazionali giovanili inglesi Under-16, Under-17, Under-18 ed Under-19.

## Statistiche

### Presenze e reti nei club
Statistiche aggiornate al 23 dicembre 2024.
| Stagione              | Squadra               | Campionato            | Campionato | Campionato | Coppe nazionali | Coppe nazionali | Coppe nazionali | Coppe continentali | Coppe continentali | Coppe continentali | Altre coppe | Altre coppe | Altre coppe | Totale | Totale |
| Stagione              | Squadra               | Comp                  | Pres       | Reti       | Comp            | Pres            | Reti            | Comp               | Pres               | Reti               | Comp        | Pres        | Reti        | Pres   | Reti   |
| --------------------- | --------------------- | --------------------- | ---------- | ---------- | --------------- | --------------- | --------------- | ------------------ | ------------------ | ------------------ | ----------- | ----------- | ----------- | ------ | ------ |
| 2014-gen. 2015        | Barnsley              | FL1                   | 19         | 5          | FACup+CdL       | 2+0             | 1+0             | -                  | -                  | -                  | FLT         | 2           | 1           | 23     | 7      |
| gen.-giu. 2015        | MK Dons               | FL1                   | 15         | 3          | FACup+CdL       | -               | -               | -                  | -                  | -                  | FLT         | -           | -           | 15     | 3      |
| 2015-gen. 2016        | Bradford City         | FL1                   | 19         | 5          | FACup+CdL       | 4+0             | 1+0             | -                  | -                  | -                  | FLT         | 1           | 0           | 24     | 6      |
| gen.-giu. 2016        | Fleetwood Town        | FL1                   | 14         | 2          | FACup+CdL       | -               | -               | -                  | -                  | -                  | FLT         | -           | -           | 14     | 2      |
| 2016-2017             | Fleetwood Town        | FL1                   | 35+2       | 5          | FACup+CdL       | 6+1             | 2+0             | -                  | -                  | -                  | FLT         | 2           | 1           | 46     | 8      |
| 2017-gen. 2018        | Fleetwood Town        | FL1                   | 28         | 10         | FACup+CdL       | 5+1             | 2+0             | -                  | -                  | -                  | -           | -           | -           | 34     | 12     |
| Totale Fleetwood Town | Totale Fleetwood Town | Totale Fleetwood Town | 77+2       | 17         |                 | 13              | 4               |                    | -                  | -                  |             | 2           | 1           | 94     | 22     |
| gen.-giu. 2018        | Wigan                 | FL1                   | 6          | 0          | FACup+CdL       | -               | -               | -                  | -                  | -                  | FLT         | -           | -           | 6      | 0      |
| ago. 2018             | Wigan                 | FLC                   | 0          | 0          | FACup+CdL       | 0+1             | 0+0             | -                  | -                  | -                  | -           | -           | -           | 1      | 0      |
| Totale Wigan          | Totale Wigan          | Totale Wigan          | 6          | 0          |                 | 1               | 0               |                    | -                  | -                  |             | -           | -           | 7      | 0      |
| 2018-2019             | Burton Albion         | FL1                   | 13         | 2          | FACup+CdL       | 1+0             | 0+0             | -                  | -                  | -                  | FLT         | 2           | 0           | 16     | 2      |
| 2019-gen. 2020        | Motherwell            | SP                    | 19         | 4          | SC+CdL          | 0+2             | 0+0             | -                  | -                  | -                  | -           | -           | -           | 21     | 4      |
| gen.-giu. 2020        | Doncaster             | FL1                   | 9          | 0          | FACup+CdL       | -               | -               | -                  | -                  | -                  | -           | -           | -           | 9      | 0      |
| 2020-2021             | Motherwell            | SP                    | 22+5       | 8+3        | SC+CdL          | 3+1             | 1+0             | -                  | -                  | -                  | -           | -           | -           | 31     | 12     |
| Totale Motherwell     | Totale Motherwell     | Totale Motherwell     | 41+5       | 12+3       |                 | 6               | 1               |                    | -                  | -                  |             | -           | -           | 52     | 16     |
| 2021-2022             | Barnsley              | FLC                   | 24         | 1          | FACup+CdL       | 2+1             | 1+0             | -                  | -                  | -                  | -           | -           | -           | 27     | 2      |
| 2022-2023             | Barnsley              | FL1                   | 45+3       | 15         | FACup+CdL       | 3+2             | 1+0             | -                  | -                  | -                  | FLT         | 0           | 0           | 53     | 16     |
| 2023-2024             | Barnsley              | FL1                   | 46+2       | 18         | FACup+CdL       | 1+0             | 0+0             | -                  | -                  | -                  | -           | -           | -           | 49     | 18     |
| Totale Barnsley       | Totale Barnsley       | Totale Barnsley       | 134+5      | 39         |                 | 11              | 3               |                    | -                  | -                  |             | 2           | 1           | 152    | 43     |
| 2024-2025             | West Bromwich         | FLC                   | 10         | 0          | FACup+CdL       | 0+1             | 0+0             | -                  | -                  | -                  | -           | -           | -           | 11     | 0      |
| Totale carriera       | Totale carriera       | Totale carriera       | 336        | 81         |                 | 37              | 9               |                    | -                  | -                  |             | 7           | 2           | 380    | 92     |

## Palmarès

### Club

#### Competizioni nazionali
- Football League One: 1

Wigan: 2017-2018